# Joe Morello
Joe Morello (17. července 1928 Springfield, Massachusetts, USA – 12. března 2011 Irvington, New Jersey, USA) byl americký jazzový bubeník. Spolu s klavíristou Dave Brubeckem, saxofonistou Paulem Desmondem a kontrabasistou Eugenem Wrightem byl členem klasické sestavy The Dave Brubeck Quartet. Spolupracoval rovněž s dalšími hudebníky, mezi které patří Gary Burton, Art Pepper, Sal Salvador nebo Jay McShann. Rovněž vydal několik alb pod svým jménem.